# Провизијеро (Напуљ)
Провизијеро је насеље у Италији у округу Напуљ, региону Кампанија.
Према процени из 2011. у насељу је живело 21 становника. Насеље се налази на надморској висини од 39 м.